# Plaça de la Plana
La Plana és una plaça de la ciutat de Badalona delimitada entre el passatge homònim, l'avinguda de Sant Ignasi de Loiola i el carrer dels Arbres.

## Descripció
La Plana és molt espaiosa. Té alguna zona verda, tanmateix sense arbres que donin molta ombra, i dues zones de jocs infantils, a banda i banda de la plaça. Al subsòl hi ha una aparcament.
A la plaça hi ha actualment dos monument commemoratius. El primer és una làpida en record de l'11 de setembre de 1714 i dels badalonins que van lluitar durant la Guerra de Successió, inaugurada la Diada de l'11 de setembre de 1984. El segon és una escultura realitzada en ferro dedicada a la sardana, va ser inaugurar el 1988, any en què Badalona va ser ciutat pubilla de la sardana. És obra d'Esther Albardané.

## Història
La Plana té els seus orígens en l'anomenada Plana del Corb o d'en Tàpies. Hom en té constància per primera vegada el 1749, com a propietat de Pau Salavert, que abastava de la carretera Reial –actualment el carrer de la Creu– al mar i de la riera d'en Folc a la d'en Jornet. A més, de la Plana baixava un rierot, el rierot de la Plana del Corb. Es van començar a construir habitatges a mitjan segle xviii a la banda de la carretera, on hi havia la creu de terme. Per estar entre dues rieres, era habitual que s'inundés amb les seves avingudes: són remarcables les de 1761, 1865, 1869, 1875, 1890 i 1898. A la Plana hi havia la masia de Cal Corb, que li donava nom, i que va ser enderrocada el 1953.
Durant la segona meitat de segle xix la comunicació entre el centre de la ciutat i el creixent sector industrial, a banda i banda de la Plana, era molt dolenta. L'agost de 1897, a petició dels veïns, l'alcalde Joaquim Palay i Jaurés va fer enderrocar la tanca dels terrenys de la Plana, després d'una discussió sense acord amb el propietari, Pius Mir, sobre la necessitat immediata d'obrir carrers que havien de creuar els seus terrenys, el qual, a més, havia rebut permís el gener del mateix any per urbanitzar els seus terrenys. El 4 d'agost, Palay es va presentar i va fer enderrocar a la brigada municipal el mur de la tanca, que va permetre el perllongament del carrer de Guifré –aquest tram actualment anomenat dels Arbres– entre les dues rieres, millorant considerablement la comunicació entre ambdós sectors de la ciutat.
A la dècada de 1920 es va continuar amb la urbanització de la zona, amb el traçat de nous carrers, però la plaça no va ser urbanitzada fins després de la Guerra Civil. A proposta de la FET-JONS, el 1939 la Plana va rebre el nom de plaza de los Caídos i va ser declarada plaça pública, amb la conformitat del propietari, Ignasi de Ventós i Mir, que estava disposat a cedir els terrenys. Es va fer un projecte d'urbanització, amb modificacions posteriors. L'obra va ser enllestida a finals dels anys quaranta, i el 1954 s'hi va instal·lar un monument, en memòria als caiguts de la guerra.

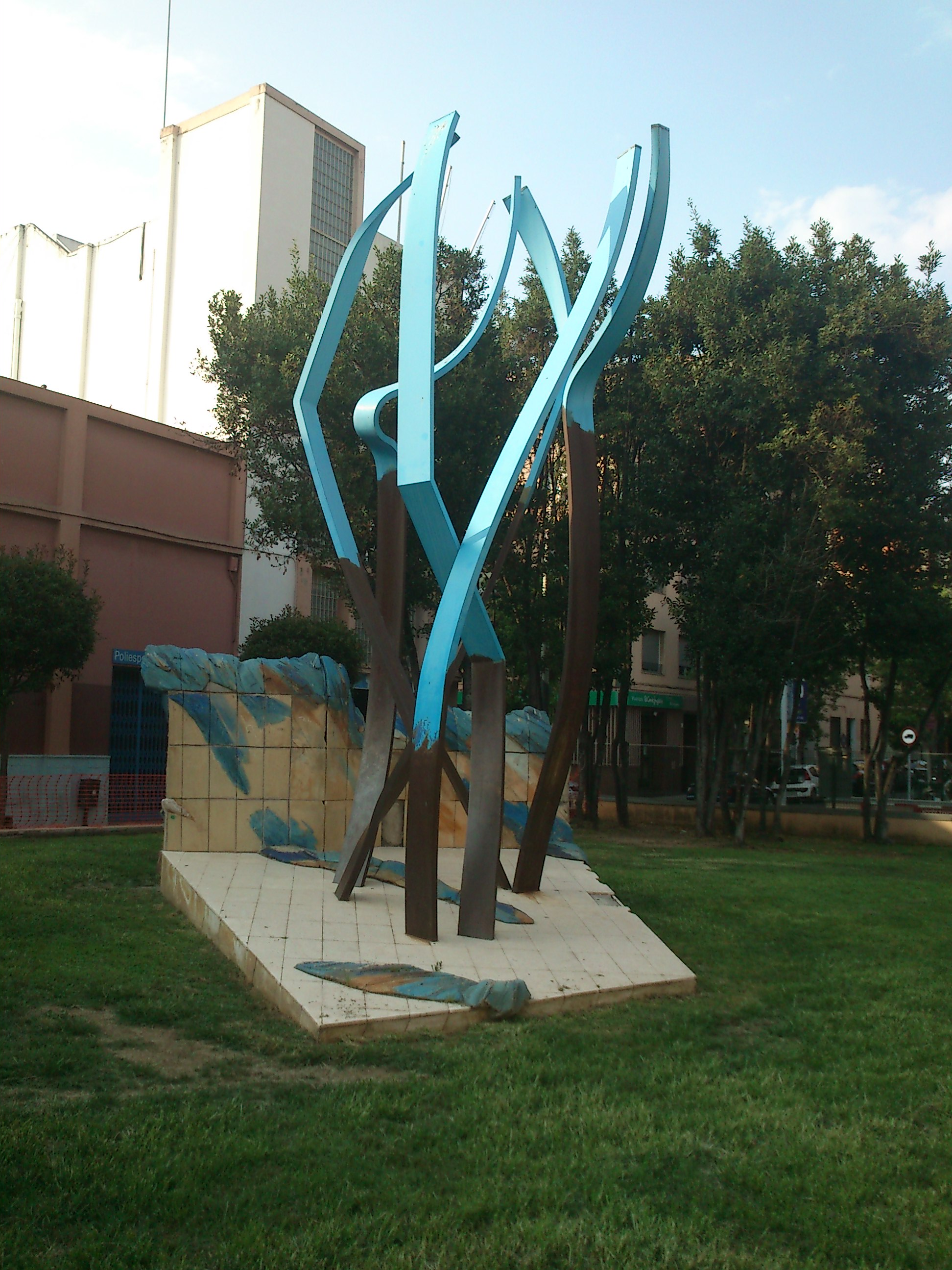
Monument a la sardana

La plaça va rebre el seu nom actual amb el primer Ple municipal de la democràcia l'any 1979 d'acord amb la forma tradicional i popular d'anomenar aquell espai, alhora que s'enderrocava el monument franquista en honor dels caiguts, que ja havia patit un atemptat el 1974. El passatge que la delimita va passar a denominar-se de la mateixa forma.

### Pavelló de la Plana
El 3 de juliol de 1948 s'inaugurava un camp a la Plana per a bàsquet gràcies a les gestions de l'industrial Antoni Viñallonga, qui va sufragar la construcció del recinte, amb uns vestidors i un petit local que passaria a ser la nova seu social del Club Joventut Badalona. El 21 de setembre de 1951 s'inaugurava la primera gran remodelació del camp, després de les obres de pavimentació, i amb la construcció de noves grades i llotges, gràcies una vegada més a l'Avi Viñallonga. Aquesta remodelació es va celebrar amb la disputa d'un partit entre el Joventut i la Selecció Catalana. En el mes de maig de 1958 van començar unes noves obres de remodelació de la pista, unes obres que permeteren cobrir la instal·lació gràcies a les gestions del llavors alcalde de Badalona Santiago March. El cobriment va ser inaugurat el 29 d'abril de 1962.